# تشسکی شترنبرک
تشسکی شترنبرک (به چکی: Český Šternberk) یک منطقهٔ مسکونی در جمهوری چک است که در ناحیه بنشوو واقع شده‌است. تشسکی شترنبرک ۱۵۰ نفر جمعیت دارد.